# Karen Shepherd

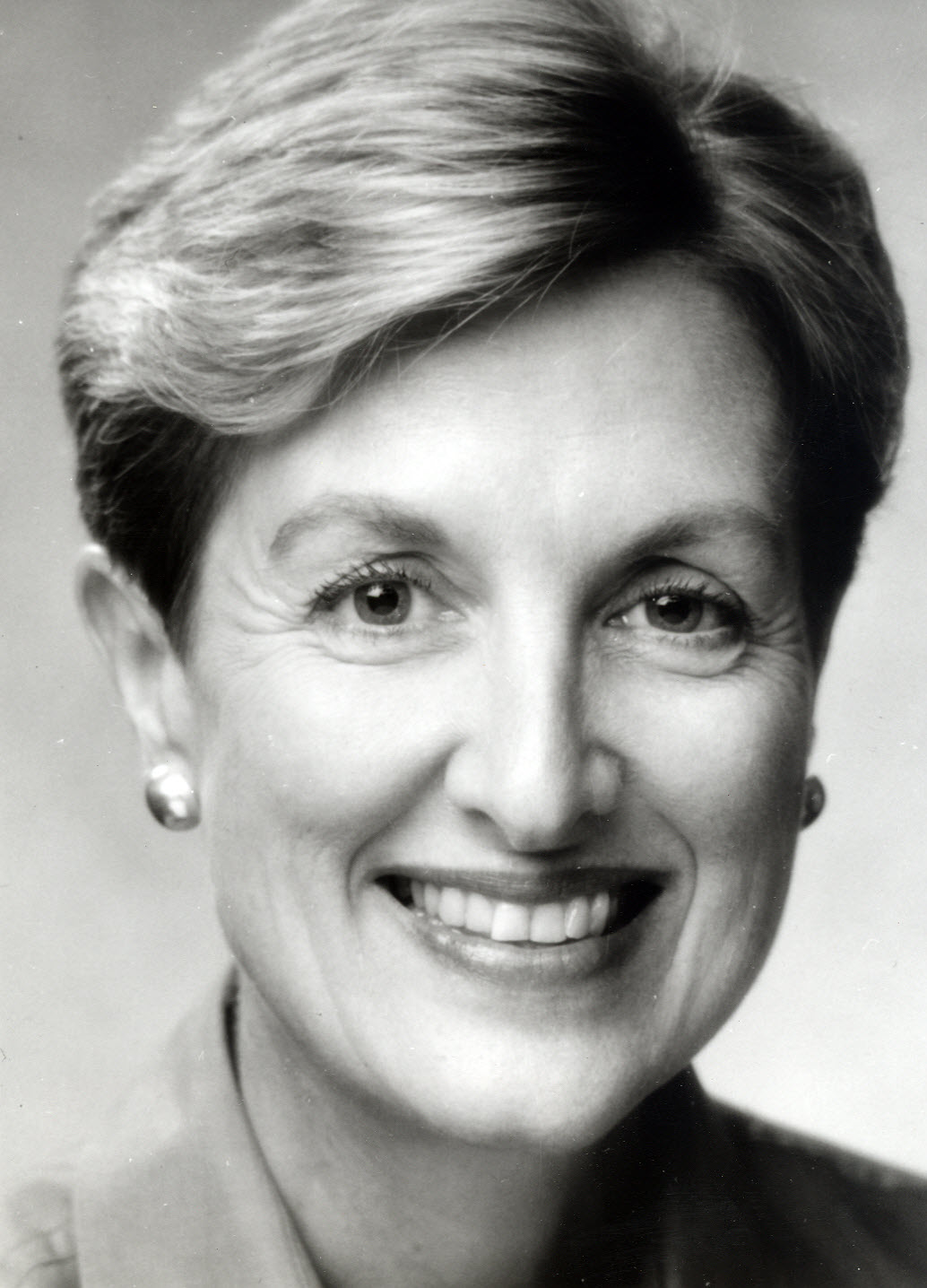
Karen Shepherd

Karen Shepherd (* 5. Juli 1940 in Silver City, New Mexico) ist eine US-amerikanische Politikerin (Demokratische Partei). Zwischen 1993 und 1995 vertrat sie den zweiten Wahlbezirk des Bundesstaates Utah im US-Repräsentantenhaus.

## Werdegang
Karen Shepherd studierte an der University of Utah und an der Brigham Young University. Zwischen 1963 und 1975 arbeitete sie als High-School-Lehrerin. Außerdem war sie Mitglied im Beraterstab von US-Senator Frank Moss.
Shepherd wurde Leiterin der Sozialdienste der Stadt Salt Lake City. Im Jahr 1978 gründete sie einen Presseverlag, den sie bis 1988 selbst leitete und in dem sie eine eigene Zeitschrift herausgab. Zwischen 1989 und 1992 war sie eine Abteilungsdirektorin der David Eccles School of Business, die Teil der University of Utah ist. Zwischen 1991 und 1993 gehörte Karen Shepherd dem Senat von Utah an.
1992 wurde sie im zweiten Wahlbezirk von Utah mit 50 % der Stimmen gegen die Republikanerin Enid Greene in das US-Repräsentantenhaus gewählt, wo sie am 3. Januar 1993 Wayne Owens ablöste. Nachdem sie bei den Wahlen des Jahres 1994 mit 36 % gegen 46 % der Stimmen gegen Greene unterlegen war, schied sie nach nur einer Legislaturperiode am 3. Januar 1995 wieder aus dem Kongress aus. Nach ihrer Zeit im Kongress gehörte sie dem Kollegium des politischen Instituts der John F. Kennedy School of Government an der Harvard University an.